# Bojan Gorišek
Bojan Gorišek, slovenski pianist, * 5. junij 1962, Celje.
Bojan Gorišek je eden vidnejših slovenskih pianistov. Na Akademiji za glasbo v Ljubljani je leta 1986 diplomiral v razredu prof. Acija Bertonclja, izpopolnjeval pa se je v Kölnu. Njegov koncertni repertoar sestavljajo predvsem dela skladateljev 20. in 21. stoletja (arhivsko je posnel celoten Satiejev klavirski opus), sicer pa je krstil mnogo novitet slovenskih skladateljev.   

## Nagrade
- Župančičeva nagrada 2019
- Nagrada Prešernovega sklada 2006